# Metopius robustus
Metopius robustus är en stekelart som beskrevs av Cresson 1879. Metopius robustus ingår i släktet Metopius och familjen brokparasitsteklar.

## Underarter
Arten delas in i följande underarter:
- M. r. concinnus
- M. r. mirandus